# Panzer General II
Panzer General II è un videogioco di strategia a turni su mappa esagonale, sequel di Panzer General, basato sulla tattica militare, ambientato nella seconda guerra mondiale, con uno scenario introduttivo ambientato durante la guerra civile spagnola, sviluppato da Strategic Simulations e distribuito nell'anno 1997.

## Modalità di gioco
Impersonando un generale della Wehrmacht è possibile ripercorrere tutte le principali battaglie della seconda guerra mondiale e, a seconda dei successi o degli insuccessi, progredire fino ad arrivare all'ipotetica invasione degli Stati Uniti.

Impersonando un generale dell'United States Army si ripercorrono le battaglie che coinvolgono gli Stati Uniti fino all'occupazione della Germania ed un ipotetico scontro con l'Unione Sovietica.

Impersonando un generale delle British Army si ripercorrono le battaglie che coinvolgono il Regno Unito nella campagna del Nordafrica e nel fronte occidentale fino alla fine della guerra.

Impersonando un generale dell'Armata Rossa si ripercorrono le battaglie fronte orientale fino alla sconfitta della Germania ed un ipotetico scontro con gli Stati Uniti.
Panzer General II è giocabile sia in modalità "scenario", con alcuni teatri aggiunti rispetto al predecessore, come la citata guerra civile spagnola con la battaglia di Guadalajara, o la guerra d'inverno con la battaglia di Suomussalmi, basati su eventi reali o fittizi, avvenuti durante la seconda guerra mondiale, che in modalità "campagna", in 5 differenti campagne.
A differenza del precedente sono presenti scenari e campagne che sono giocabili anche da parte Alleata.

## Campagne
- Blitzkrieg: dal coinvolgimento nella guerra civile spagnola fino alla fine della seconda guerra mondiale. (Germania)
- Difesa del Reich: dalla sconfitta di Stalingrado alla ripresa delle operazioni sul fronte orientale. (Germania)
- Crociata ad ovest: dal 1943 al 1945. (Stati Uniti)
- Ritorno in Europa: dal 1943 al 1945. (Regno Unito).
- Direzione Berlino: dal 1942 al 1945. (Unione Sovietica)

## Prequel
- Panzer General
- Allied General
- Pacific General

## Sequel
- People's General
- Panzer General 3D: Assault
- Panzer General III: Scorched Earth
- Panzer General: Allied Assault
- Panzer General: Allied Assault board game